# Bronisław Huberman

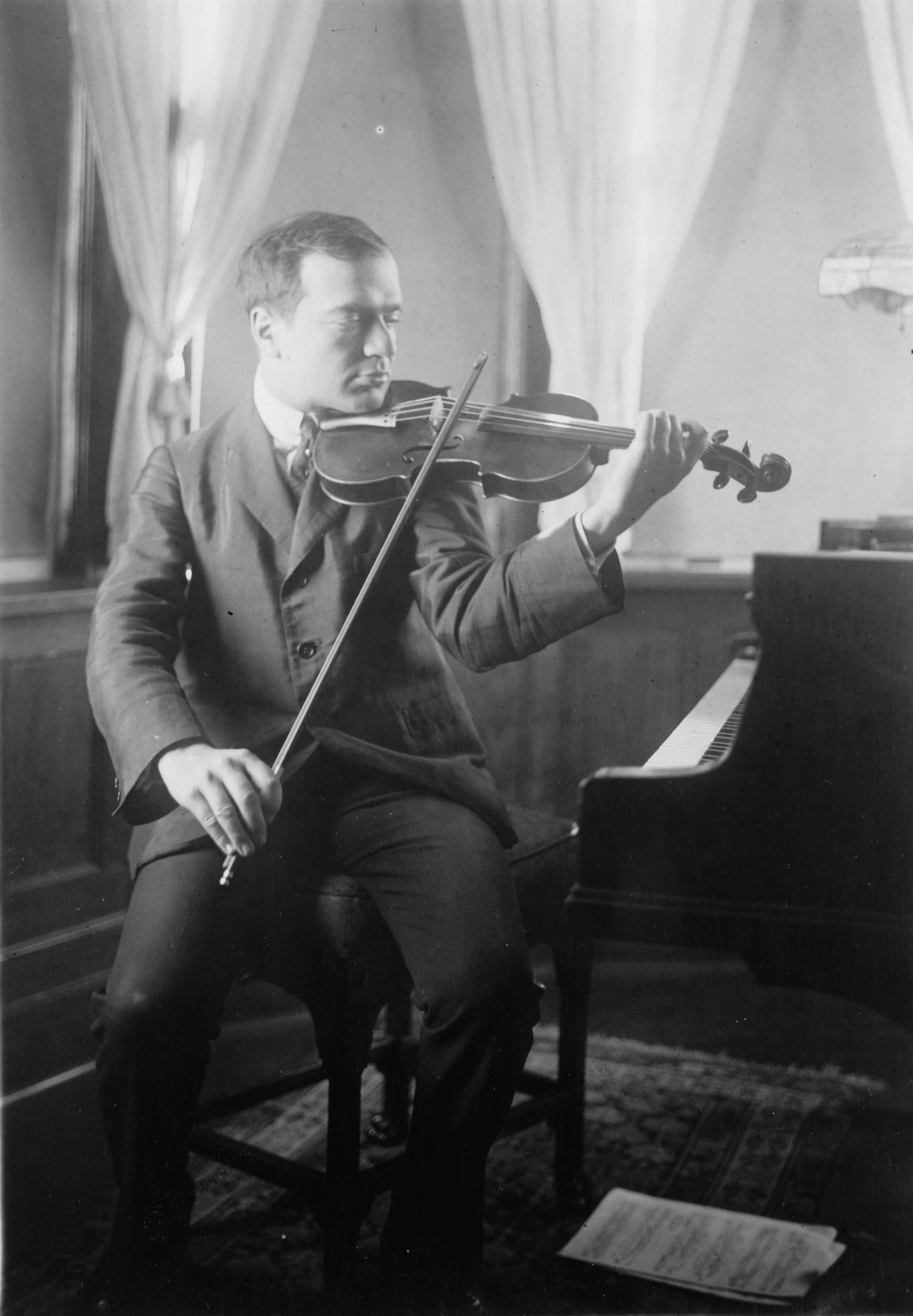
Bronisław Huberman.

Bronisław Huberman (Częstochowa, 1882 - Corsier-sur-Vevey, 1947), Violinista polaco de origen judío. 
Su poderosa manera de tocar, muy expresiva hasta llegar al exceso, así como su personalidad lúcida e incorruptible hicieron de Huberman el intérprete de Beethoven más apreciado de su tiempo.
Niño prodigio, asombró a Joseph Joachim y tocó ante Johannes Brahms. A los trece años se convirtió en un virtuoso de fama internacional gracias al apoyo de la cantante Adelina Patti.
Sionista convencido, fundó la Orquesta Filarmónica de Palestina (hoy llamada Orquesta Filarmónica de Israel) en 1936, cuyo concierto inaugural fue dirigido por Arturo Toscanini. Expulsado de Alemania, su país de residencia, por los nazis en 1933, muere en Suiza después de haber vivido exiliado en Gran Bretaña, desde donde trató siempre de socorrer a sus correligionarios amenazados.
Al día de hoy, el violín Stradivarius que poseía se encuentra en manos del violinista virtuoso estadounidense Joshua Bell.